# Europäische Hornotter
Die Europäische Hornotter (Vipera ammodytes), auch Sandviper, Hornviper, Sandotter oder Europäische Sandotter genannt, ist eine Art aus der Familie der Vipern.
Die bis zu etwa einem Meter lange Schlange mit Zickzack- oder Rautenband auf dem Rücken kommt im deutschsprachigen Gebiet nur im südlichen Österreich vor und ist wie auch die  Kreuzotter giftig.

## Beschreibung

### Größe
Diese kräftig gebaute Viper ist mit bis zu 95 Zentimetern Länge eine für europäische Verhältnisse relativ große Schlange; größere Längen sind nicht gesichert. Die meisten Tiere weisen Längen zwischen 70 und 80 Zentimetern auf, wobei Männchen grundsätzlich größer werden als Weibchen. Die Individuen einiger Populationen bleiben jedoch mitunter deutlich kleiner. So erreichen Europäische Hornottern auf den Ägäischen Inseln häufig nur eine Körperlänge von vierzig bis fünfzig Zentimetern.

### Färbung
Die Färbung variiert sehr stark; die meisten Tiere sind grau, gelblich, oder rotbraun mit dunklerem Zickzack- oder Rautenband auf dem Rücken, dessen Farbe ebenfalls von hellbraun bis schwarz variiert. Männchen sind meistens etwas heller gefärbt als Weibchen und haben eine ausgeprägtere Kopf- und Körperzeichnung. Die Schwanzunterseite ist bei beiden Geschlechtern häufig gelblich, rötlich oder grünlich gefärbt. Gelegentlich treten ähnlich wie bei der Aspisviper und Kreuzotter völlig schwarze (melanistische) Tiere auf.

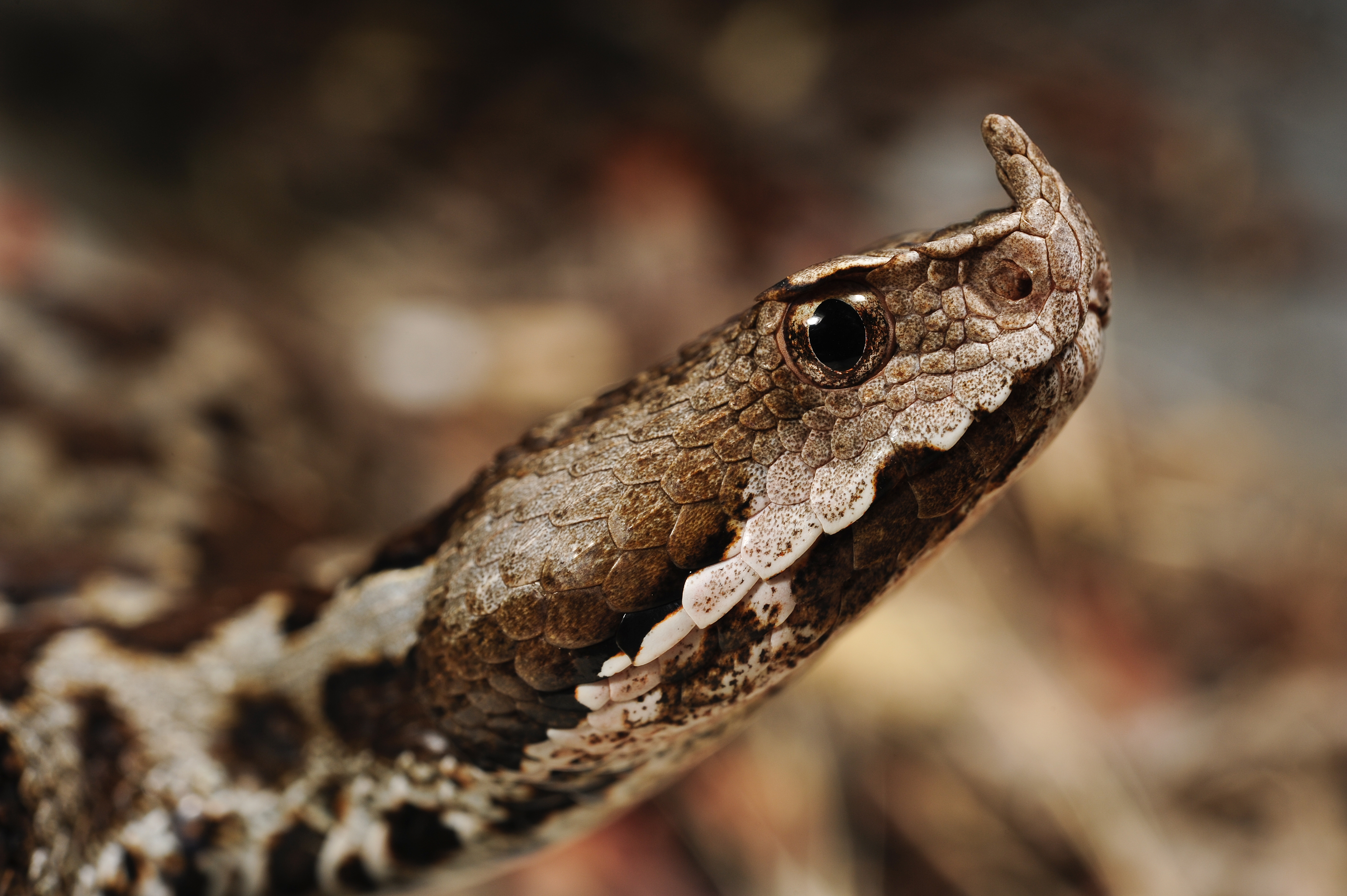
Kopf der Europäischen Hornotter (Vipera ammodytes)

### Weitere Merkmale
Der dreieckige Kopf ist deutlich vom Rumpf abgesetzt. Auf der Kopfoberseite befinden sich viele kleine Schuppen ohne große Schilde.
Namensgebend ist das auffällige, rundum mit kleinen Schuppen bedeckte Horn an der Schnauze. Über den Augen befinden sich, wie bei den meisten Vipern-Arten, kräftig ausgebildete Leisten, die ihr einen von Menschen als „drohend“ empfundenen Blick verleihen. Die Pupillen sind senkrecht schlitzförmig.
Um die Körpermitte haben die Europäischen Hornottern etwa 21 bis 23 gekielte Rückenschuppen. Der Schwanz ist verhältnismäßig kurz, der Afterschild ist ungeteilt.

### Karyotyp
Gemeinsam mit dem der Aspisviper ist der Karyotyp der Europäischen Hornotter unter den europäischen Vipern einzigartig. Sowohl in der Anzahl der Chromosomen als auch in deren Gestalt gibt es dabei deutliche Unterschiede. So besitzen diese beiden Arten insgesamt einen Chromosomensatz von 21 Chromosomenpaaren (2n = 42), wovon 11 sehr groß sind (Makrochromosomen). Zum Vergleich: Die Kreuzotter und die meisten anderen Arten besitzen nur 18 Chromosomenpaare mit nur 8 Makrochromosomensets. Die Geschlechtschromosomen sind unterschiedlich groß. Die Männchen besitzen ein Paar aus gleich großen und metazentrischen Chromosomen, bei den Weibchen ist das zweite Geschlechtschromosom dagegen nur halb so groß wie das erstere, Heterogametie kommt hier also bei den Weibchen vor.

## Verbreitung und Lebensraum

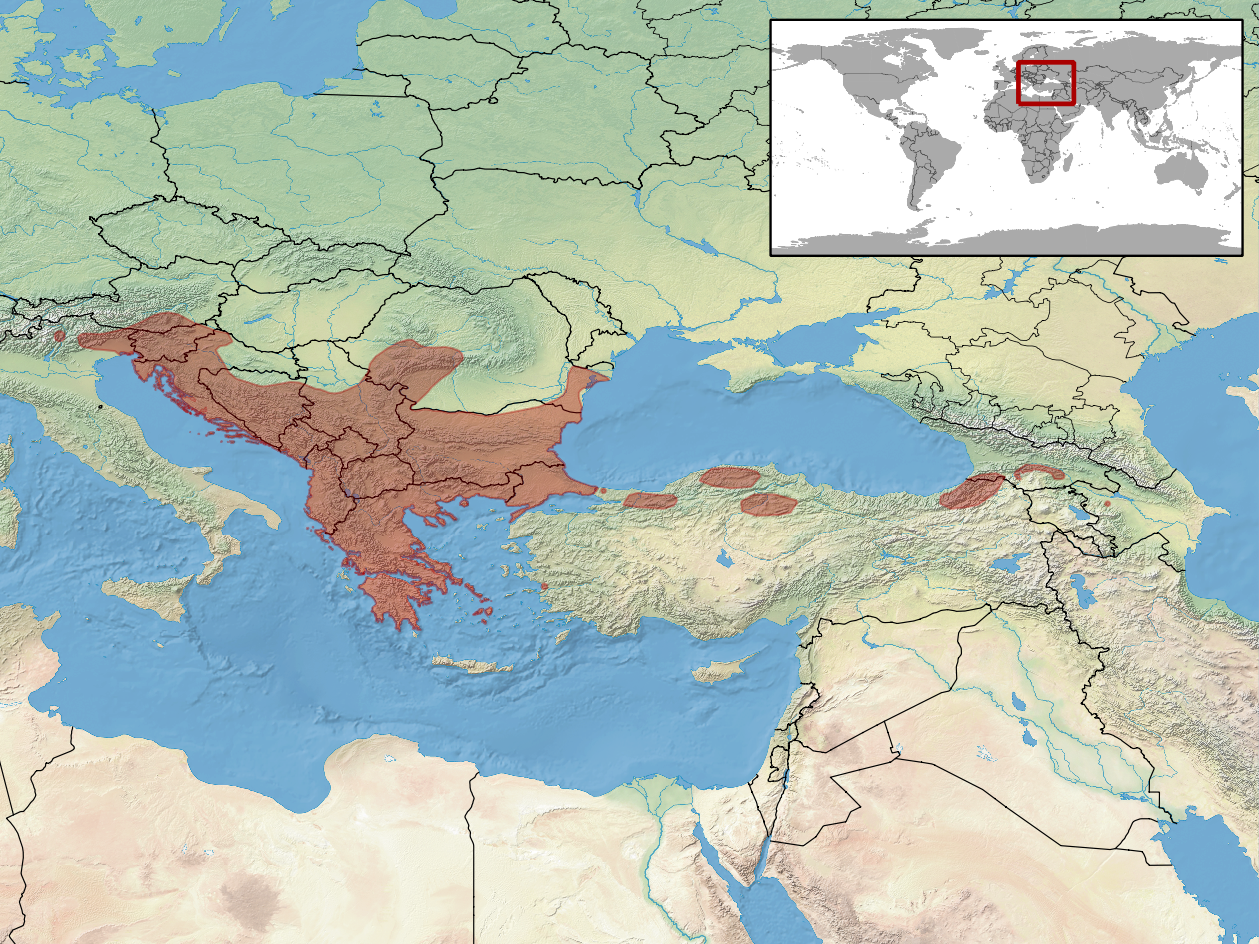
Verbreitungsgebiete (rotbraun) der Europäischen Hornotter. Die asiatischen Vorkommen beziehen sich auf Vipera ammodytes transcaucasiana, die meistens als eigene Art betrachtet wird.

Das Verbreitungsgebiet umfasst Nordostitalien, Südösterreich über Slowenien, Kroatien, Serbien, Kosovo, Bosnien-Herzegowina, Montenegro, Nordmazedonien, Rumänien, Bulgarien, Albanien und Kleinasien bis ins Kaukasus-Gebiet. Auf dem griechischen Festland ist sie fast flächendeckend anzutreffen.
In Österreich tritt sie als submediterranes Faunenelement in Kärnten und der Südsteiermark bis in etwa 800 Metern über Meereshöhe auf.
Sie lebt im trockenen, steinigen Buschland und lichten Wäldern. Besonders häufig ist sie an trockenen, sonnigen Felsenhängen und auf Steinmauern zu beobachten. Zu ihrem Lebensraum gehören aber auch lichte Laubwälder mit sonnigen Lichtungen, verwilderte Gärten und buschbestandene Geröllflächen. Anders als es ihr gelegentlich gebrauchter Trivialname Sandotter vermuten lässt, kommt sie nur sehr selten auf Sandflächen vor.

## Unterarten

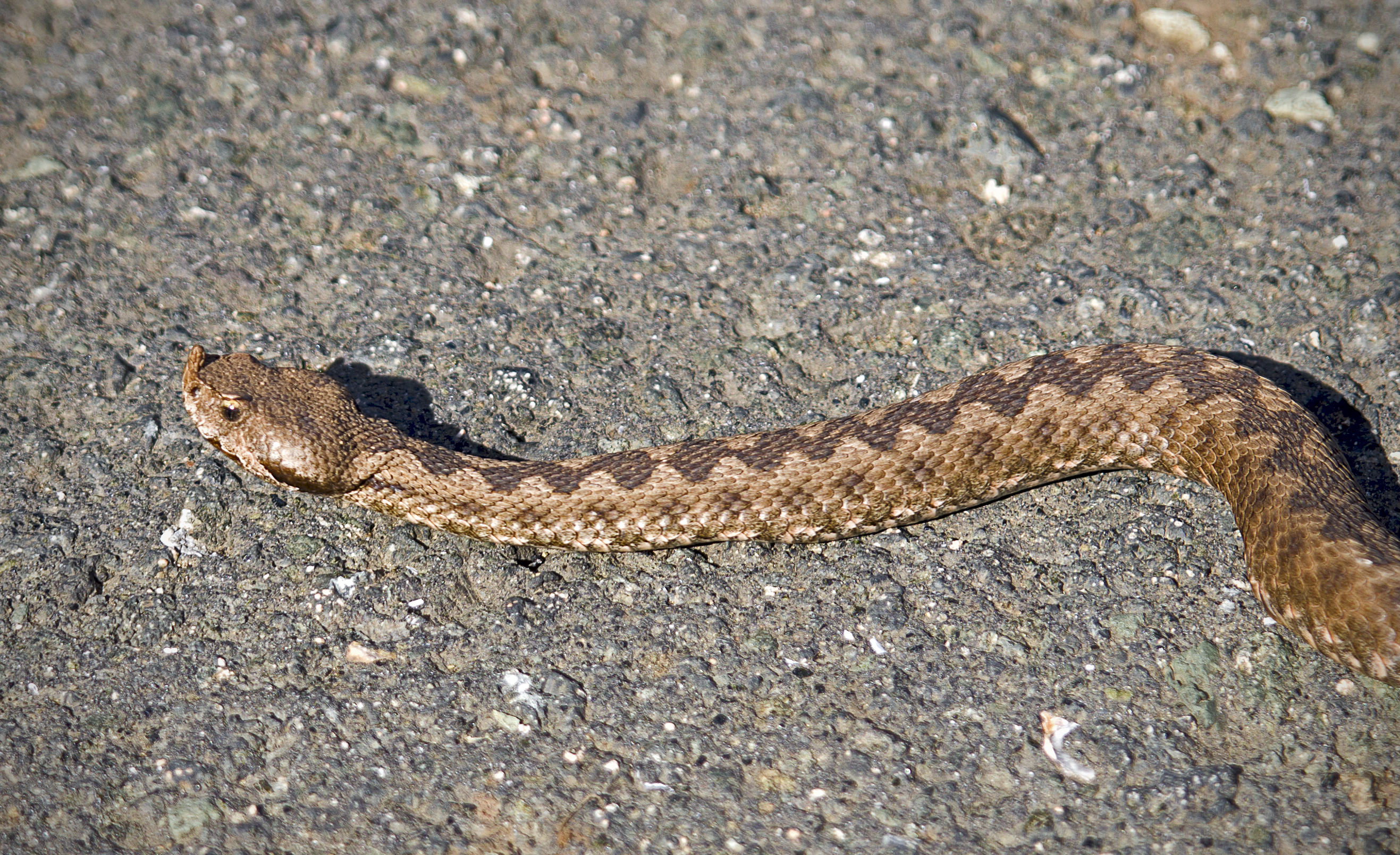
Unterart Vipera ammodytes meridionalis

Innerhalb des großen Verbreitungsgebietes werden von einigen Autoren sechs Unterarten beschrieben. Diese Unterteilung ist wie bei vielen anderen Arten nicht unumstritten. Unterschieden werden aktuell:
- V. a. ammodytes –  Die Nominatform kommt im nördlichen, zentralen und östlichen Teilen des Balkans vor.
- V. a. meridionalis – Südliches Balkangebiet
- V. a. montandoni – Südöstlicher Teil der Balkanhalbinsel

Folgende Unterarten werden nicht mehr anerkannt. Sie wurden zur Nominatform gestellt:
- V. a. gregorwallneri: vom nordwestlichen Balkan bis ins südliche Österreich (Kärnten und Steiermark)
- V. a. illyrica nordwestlicher Balkan
- V. a. ruffoi  norditalienische Alpen, vor allem in Südtirol.

## Fortpflanzung

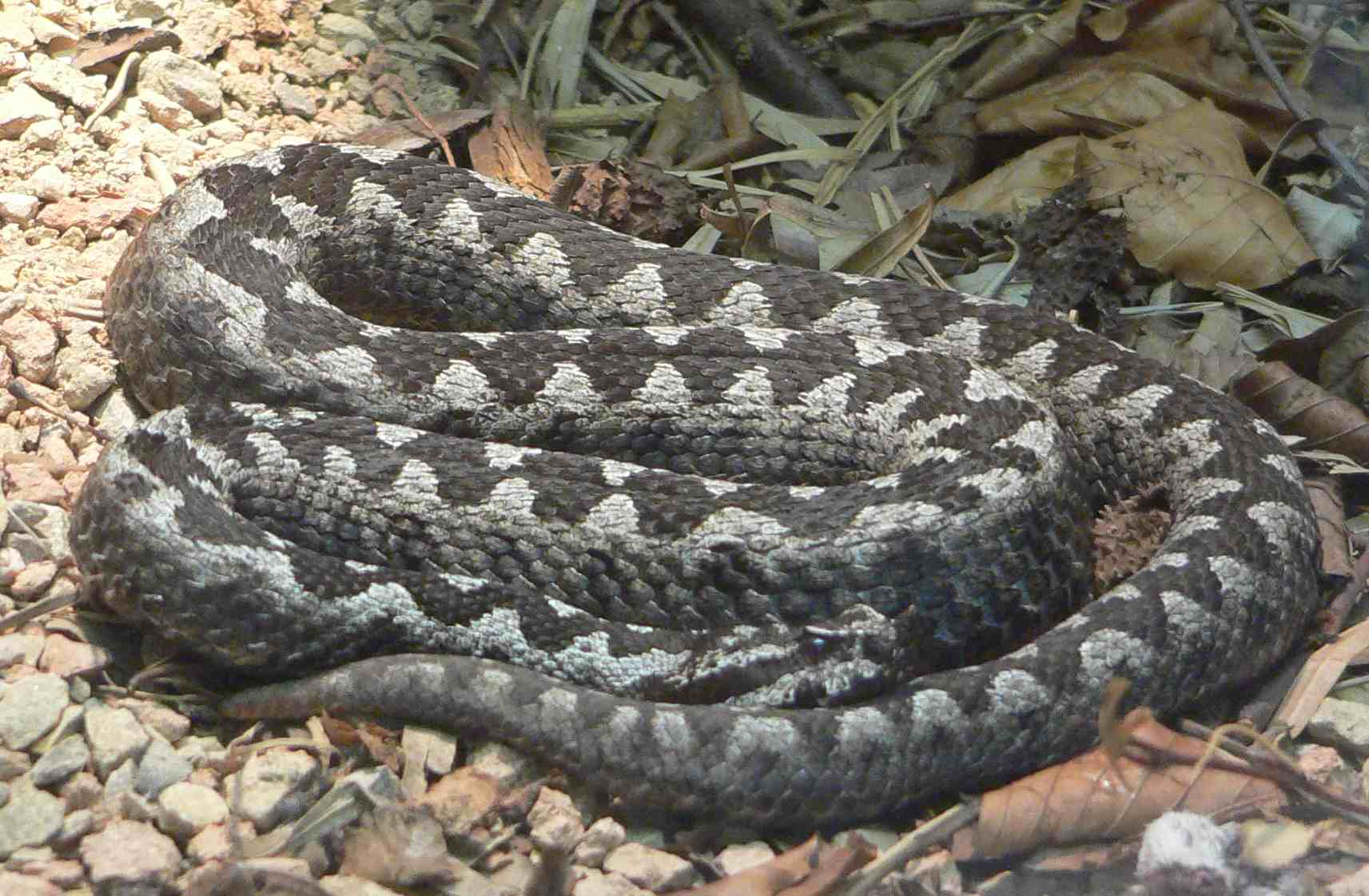
Dunkel gefärbte Europäische Hornotter

Wie alle europäischen Vipern ist auch die Hornotter ovovivipar; im Frühjahr werden bis zu 20 Jungschlangen lebend geboren. Diese ernähren sich zunächst von Heuschrecken, kleinen Eidechsen und gelegentlich auch von Europäischen Riesenläufern.

## Lebensweise

### Ernährung
Die Europäische Hornotter geht meist am späten Nachmittag und in der Abenddämmerung auf Beutefang. Die Nahrung besteht hauptsächlich aus Kleinsäugern (z. B. Mäusen), seltener aus nestjungen bodenbrütenden Vögeln und Eidechsen sowie Grillen und Heuschrecken. Während ihrer Beutezüge klettert sie gelegentlich zwischen den Felsen und im Gebüsch. Ihre Beutetiere tötet sie durch einen Giftbiss.
Gelegentlich wird ein interessantes Verhalten beobachtet, das als „caudal luring“ bezeichnet wird. Dabei winden die Vipern ihre grell gefärbte Schwanzspitze, häufig sogar senkrecht empor gestellt, in langsamen Bewegungen. Durch ein solches Imitieren eines Würmchens oder einer Insektenlarve (Raupe) ködert die Schlange das Beutetier in ihre Reichweite.

### Aktivität und Winterruhe
Sie gilt im Allgemeinen als tag- und dämmerungsaktiv. Häufig ist sie tagsüber dabei zu beobachten, wie sie sich in der Nähe ihrer Schlupfwinkel sonnt. Hornvipern können im Spätsommer in Büsche und Äste aufsteigen, um Vögel zu jagen. Diese Schlange ist relativ träge und gilt als nicht aggressiv; sie vertraut auf ihre Tarnfärbung und versucht bei Bedrohung stets zu fliehen. Lediglich wenn sie sich in die Enge getrieben fühlt, zischt sie laut und beißt zu.
Je nach Herkunft halten Hornottern eine bis zu sechs Monate dauernde Winterruhe, wobei sie sich in großen Zahlen an geeigneten Überwinterungsplätzen in mehrere Meter tiefen Felsspalten zusammenfinden. Es wurden schon 1100 Exemplare an einer solchen Stelle gesellig angetroffen. Bei länger anhaltenden Temperaturen um den Gefrierpunkt sterben die Tiere im Winterquartier.

## Giftigkeit
Unter den europäischen Vipern hat die Europäische Hornotter eines der stärksten Gifte. Es besteht zum einen aus gewebezerstörenden Substanzen, die zu Nekrosen (örtlicher Gewebstod) führen, zum anderen aus Nervengiften, die Lähmungen hervorrufen können. Todesfälle nach Vipernbissen kommen vor allem bei Kindern oder geschwächten Personen vor. Die Giftzähne sind bis zu 1 cm lang. Der Biss ist nicht schmerzhaft und meist blutend.
Häufig kann es zu starken Blutungen an Unterhautgeweben und inneren Organen kommen. Dazu treten Herzklopfen, Kopfschmerz, Schwäche- und Schwindelgefühl, Erbrechen und Bauchkoliken auf, nicht selten auch Kreislaufzusammenbrüche. Bei rechtzeitiger Injektion eines Antiserums klingen die Symptome bald ab.
Aus im Jahre 1915 veröffentlichten Daten ergibt sich eine Mortalitätsquote von 5,1 % (40 von 780) für unbehandelte bzw. aus heutiger Sicht unsachgemäß behandelte Hornotternbisse.

## Gefährdung und Schutz
Gefährdungen für die Bestände der Hornotter gehen vor allem von Beeinträchtigungen der Lebensräume aus, etwa durch die Verbuschung oder Aufforstung von Sonnenplätzen oder durch Bewirtschaftungs- bzw. Baumaßnahmen.
Gesetzlicher Schutzstatus
- Fauna-Flora-Habitat-Richtlinie (FFH-RL): Anhang IV (streng geschützt)
- Bundesartenschutzverordnung (BArtSchV): besonders geschützt

Wie alle europäischen Schlangenarten ist die Europäische Hornotter im Anhang II der Berner Konvention (Übereinkommen über die Erhaltung der europäischen wildlebenden Pflanzen und Tiere und ihrer natürlichen Lebensräume) und genießt dadurch unter anderem innerhalb der Europäischen Union strengen Schutz. Die Tiere dürfen weder getötet noch gefangen werden, Halter dieser Schlangenart müssen entsprechende Herkunfts- und Nachzuchtsbestätigungen vorlegen.
Rote Liste-Einstufungen
- Rote Liste Österreichs: CR (entspricht: vom Aussterben bedroht)
  - Rote Liste Bundesland Kärnten: 2 – stark gefährdet
  - Rote Liste Bundesland Steiermark: 1 – vom Aussterben bedroht
- Rote Liste Bundesrepublik Deutschland: (diese Art kommt hier nicht vor)
- Rote Liste der Schweiz: (diese Art kommt hier autochthon nicht vor)